# Prikrnica
Prikrnica – wieś w Słowenii, w gminie Moravče. W 2018 roku liczyła 68 mieszkańców.